# دونالد مک‌دونالد
دونالد مک‌دونالد (انگلیسی: Donald MacDonald؛ ‏ ۸ فوریهٔ ۱۸۸۶ – ۶ اوت ۱۹۷۲) بازیگر، کارگردان فیلم و تهیه‌کننده فیلم اهل ایالات متحده آمریکا بود.
از فیلم‌هایی که وی در آن نقش داشته‌است می‌توان به یه جورایی عملیات نجات اشاره کرد.